# Элеонора Арагонская (королева Кипра)
Элеонора Мария де Арагон-и-Фуа (исп. Leonor María de Aragón y Foix; 1333 — 1417) — королева Кипра.
Элеонора была дочерью графа Ампурьяса Педро (сын короля Арагона Хайме II) и Хуаны де Фуа. Ради усиления своего влияния в Средиземноморье арагонский король Педро IV в 1353 году организовал свадьбу Элеоноры с будущим королём Кипра, наследным принцем Пьером де Лузиньяном. В результате Элеонора стала королевой Кипрской, а также титулярной королевой Иерусалимской и Армянской.
Брак не был счастливым: Пьер содержал многочисленных любовниц, с которыми Элеонора ничего не могла сделать. Тем не менее у них родились сын и две дочери:
- Пьер (Петр II) (ок. 1357 — 13 октября 1382 года, Никосия), наследник отца, король Кипра и Иерусалима (17 января 1369—1382 годы), номинальный граф Триполи
- Маргарита или Мария де Лузиньян, (ок. 1360 — ок. 1397); в 1385 году вышла замуж за Жака де Лузиньяна (+1395/7), титулярного графа Триполи, сына Жана де Лузиньяна и Алисы де Ибелин
- Эшива де Лузиньян, умерла в молодости до 1369

В 1365 году Пьер совершил крестовый поход на Александрию, а затем отправился в Европу, оставив Элеонору регентом королевства. По возвращении он обвинил её в том, что она изменила ему с Жаном де Морфом, титулярным графом Эдесским, однако суд опроверг эти обвинения. В отместку Пьер начал тиранить дворян, поддерживавших Элеонору. В результате сформировался заговор, и в 1369 году Пьер был убит.
Так как наследнику Пьеру II было ещё мало лет, то Элеонора формально стала править от его имени. Во время коронации Пьера II возник конфликт с генуэзцами, и Элеонора решила воспользоваться этим, чтобы отстранить от управления королевством своих деверей Жана и Жака. С её подачи генуэзцы вторглись на Кипр и захватили в плен короля и её саму. Сначала Элеонора сотрудничала с генуэзцами, однако затем сбежала к Жану де Лузиньяну, которого казнила по окончании войны.
В 1378 году Пьер II женился на Валентине Висконти, дочери миланского правителя Бернабо Висконти. Элеонора не смогла ужиться с невесткой, и в 1381 году её вынудили вернуться в Каталонию.
На родине король Педро IV дал Элеоноре в управление (совместное с архиепископом Таррагонским) город Вальс. Она привезла с собой целый двор, и некоторые из её приятелей попытались воспользоваться близостью к власти чтобы не платить налоги. Это привело к мятежу с жертвами с обеих сторон конфликта.

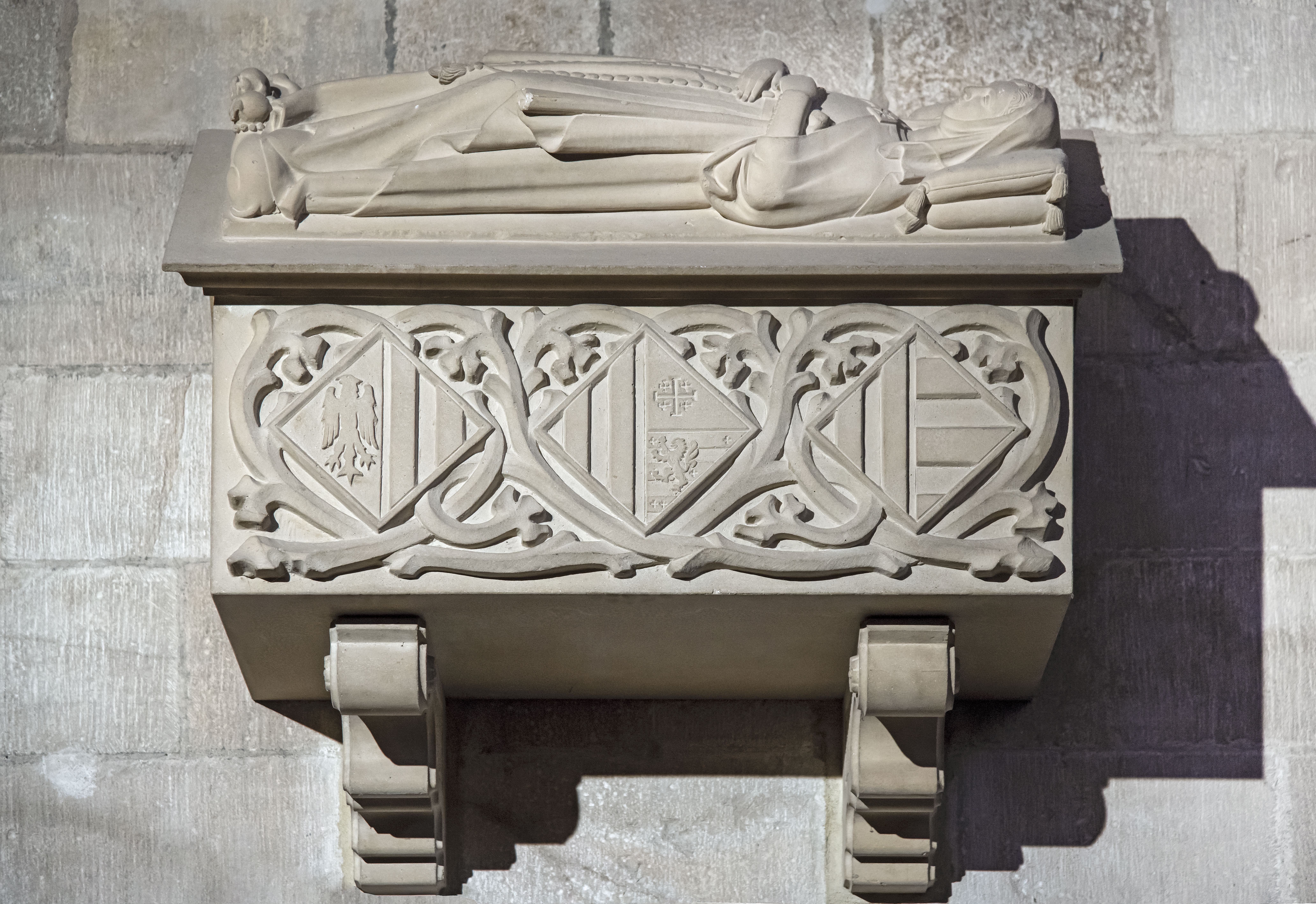
Гробница Элеоноры Арагонской в кафедральном соборе Барселоны